# Goniozus jamiei
Goniozus jamiei – gatunek błonkówki z rodziny płaszczykowatych i podrodziny Bethylinae.
Gatunek ten został opisany w 2013 roku przez Darrena Francisa Warda.
Samice mają ciało długości od 2,9 do 3,2 mm przy długości przedniego skrzydła od 1,9 do 2 mm. U samca długość ciała wynosi 2,3 mm, a przedniego skrzydła 1,5 mm. Głowa jest czarna z brązowymi czułkami, silnym kilem na nadustku i tęgimi żuwaczkami, z których każda m 4 tępe zęby. Mezosoma jest czarna. Odnóża mają ciemnobrązowe biodra i uda oraz jasnobrązowe golenie i stopy. Przednie skrzydła są w pełni wykształcone. Komórka dyskowa jest na nich zamknięta, a żyłka radialna tak silnie i gwałtownie zakrzywiona ku górze, że niekiedy prawie zamyka komórkę marginalną. Gładka i błyszcząca metasoma ma barwę ciemnobrązową do czarnej.
Owad endemiczny dla Nowej Zelandii, znany z Wyspy Północnej, Południowej i Wysp Trzech Króli.